# Тираспольско-Мелитопольская оборонительная операция

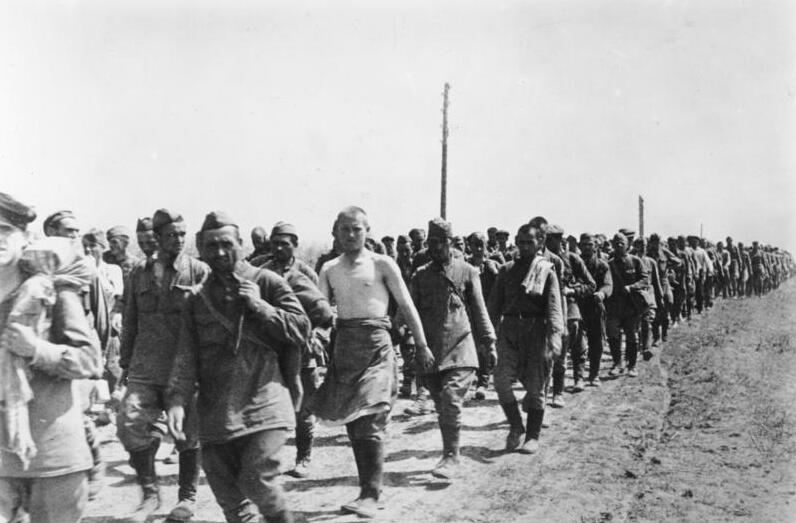
Советские военнопленные в районе Балты
(август 1941 года)

Тира́спольско-Мелито́польская оборони́тельная опера́ция — боевые действия войск Южного фронта с 27 июля по 28 сентября 1941 года на юге Украины и левобережье Молдавии во время Великой Отечественной войны.

## Военно-стратегическая ситуация
18-я армия (18-й механизированный корпус, 17-й и 55-й стрелковые корпуса) А. К. Смирнова оборонялась на фронте Гайсин — Ладыжин — Тростянец — Ободовка — Чечельник — Ольгополь. Армии противостояли 125-я пехотная дивизия, 100-я, 101-я легко-пехотные дивизии, 1-я горно-стрелковая дивизия, венгерский подвижный корпус, части 257-й пехотной дивизии, 76-я, 239-я пехотные дивизии, румынский горно-стрелковый корпус.
9-я армия (2-й кавалерийский корпус, 48-й стрелковый корпус, 95-я стрелковая дивизия) Я. Т. Черевиченко опиралась на УРы по Днестру на фронте Балта — Слободка — Крутые — Плоть — Рыбница — Дубоссары — Григориополь — Тирасполь.
Армии противостояли 198-я, 170-я, 6-я, 22-я пехотные дивизии, 8-я, 14-я, 5-я румынские пехотные дивизии, 50-я, 72-я пехотные дивизии, румынская танковая бригада, 15-я румынская пехотная дивизия.
Основной проблемой Южного фронта был наметившийся разрыв между 9-й и 18-й армиями. Между фронтом 9-й армии на УРах вдоль Днестра и оторвавшейся от УРов 18-й армией был разрыв шириной примерно 30 км между частями 2-го кавалерийского корпуса в районе Балты до 169-й стрелковой дивизии, занимавшей позиции у Ольгополя.

## Ход боевых действий
К началу Тираспольско-Мелитопольской оборонительной операции войска 18А отошли и заняли Могилёв-Подольский УР, а 9А сумела закрепиться западнее Днестра. Командование Южного фронта спешило вывести из мешка левофланговые дивизии, которые продолжали стоять на государственной границе (51 сд, 25 сд, 150-я сд и 95 сд). Эти советские дивизии понесли большие потери, но противник на участке границы от Килии до Леово — около 270 км — перейти её так и не смог.
Приморская группа начала отход за Днестр и заняла оборону на восточном берегу реки на участке Дубоссары — Тирасполь. 24 июля командующий 18-й армией поставил 48-му стрелковому корпусу наступательную задачу — разгромить балтинско-кодымскую группировку 30-го армейского корпуса противника и оказать помощь действующим севернее 6-й и 12-й армиям, попавшим под угрозу окружения. 2-й кавалерийский корпус должен был занять исходное положение на правом фланге 9-й армии, фронтом на северо-запад. Для закрытия прорыва 150 сд получила приказ срочно погрузиться на автомашины 9-го автотранспортного полка для передислокации из Тирасполя в Котовск с целью удержания города. 150 сд займёт рубежи обороны Котовска, а 51-й стрелковой дивизии — рубежи обороны Ананьева.
28 июля 5-я кавалерийская дивизия, занимавшая исходное положение на правом фланге корпуса, успешно атаковала противника в 3-5 км западнее Балты. Был потрепан штаб 198-й немецкой пехотной дивизии. Однако в это время на левом фланге корпуса 9-я кавалерийская дивизия, имея разрыв со своим соседом слева (150-я стрелковая дивизия), получила удар противника силами двух пехотных батальонов с танками в свой фланг и тыл.
В итоге разрыв фронта на стыке 9-й и 18-й армий контрударами 2-го кавалерийского корпуса и 150-й и 51-й стрелковой дивизии устранён не был.
К утру 29 июля положение 18-й армии стало весьма неустойчиво. Захватив Балту, противник создал угрозу флангу 2-го кавалерийского корпуса. По приказу 9-й армии от 1 августа, 2-й кавалерийский корпус получил оборонительную задачу: удерживать район Пасат и Балты. Вся 9-я армия тоже перешла к обороне. Но уже 2 августа корпус был подчинён командующему войсками Южного фронта генералу армии Тюленеву И. В. и получил от него задачу сосредоточиться южнее Первомайска.
Занимавший широкий фронт 18-й механизированный корпус был рассеян и отходил на восток, имея возможность вести сдерживающие бои с наступающими дивизиями 17 армии, на восточный берег Буга. На правом фланге армии отходила так называемая группа Гольцева (сводные подразделения 218-й моторизованной дивизии, 47-й танковой дивизии, 145-го танкового полка, 757-го противотанкового полка). К 3 августа группа насчитывала всего 300 человек при 14 орудиях. Именно этот отряд 3 августа был противником немецкой боевой группы 16-й танковой дивизии, захватившей Первомайск.
2—3 августа советскими войсками были оставлены Первомайск и Кировоград. Фронт уже на 160—200 км зависал на восток с севера над Котовском. Первомайск уже был занят частями 14-го моторизованного корпуса противника. Город затем попытались отбить контрударом 17-го стрелкового корпуса, но успеха в этом предприятии достигнуть не удалось. Более того, части 16 танковой дивизии немцев продолжили движение в южном направлении.
Дивизии противника теснили 18-ю армию на юг от Первомайска, ясно показывая своё намерение глубоко охватить правый фланг 18-й армии. Дорога из Первомайска на Николаев проходила через Вознесенск, то есть — по левому берегу Южного Буга. Это означало, что если противник займёт Вознесенск и двинется на Николаев, то главные силы войск Южного фронта будут прижаты к Чёрному морю и отрезаны с востока. Для парирования прорыва в построении 9-й армии была направлена (51-я стрелковая дивизия, выведенная 29 июля во фронтовой резерв из состава Приморской армии. Уже 3 августа дивизия предприняла контрудар в районе Дубоссар.
6 августа немцы предприняли массированное наступление на всем левом фланге Южного фронта. Форсировав Днестр, десять немецких дивизий прорвали оборону 9-й армии и к 8 августа разрезали фронт в стыке между 30-й сд (она была южнее) и 51-й сд (она была севернее) в направлении Березовки. Между этими двумя дивизиями как раз и оказалась 150-я сд.
Сломив к 8 августа сопротивление 6-й и 12-й армий, противник получил возможность беспрепятственно продвигаться к Днепру и в тыл войскам Южного фронта. В связи с этим начался отвод Южного фронта на левый берег реки Южный Буг. 16-я танковая дивизия вермахта подошла к Вознесенску с востока. Город удержать не удалось. 9-й кавалерийской дивизии даже не удалось закончить переправу. 72-й кавалерийский полк попал под удар танков, был отброшен и даже рассеян. Остальные два полка дивизии полковника Бычковского, уже переправившиеся через Буг, вместе со штабом дивизии и её командиром были отброшены к посёлку Вознесенскому, находившемуся северо-восточнее Вознесенска. Четвёртый полк этой дивизии (136-й) переправиться через Буг не успел и остался на правом берегу. 5-я и 9-я кавалерийские дивизии были разъединены. При этом противник прорвался на стыке 9-й и Приморской армий, вынудив их отходить по расходящимся направлениям: Приморскую армию — на юг к Одессе, а 9-ю и 18-ю армии — на восток к Николаеву.
8 августа 1941 года немцы перерезали шоссейную дорогу Одесса—Николаев.
25—28 сентября советские войска провели наступательную операцию в районе села Балки. Образовался плацдарм и гитлеровцы перебросили туда войска, которые должны были наступать на Севастополь. Прорыв советских войск был ликвидирован, однако войска 51-й и Отдельной приморской армий получили передышку и время для укрепления обороны.

## Результаты
Победа стран Оси. Немецко-румынские войска оккупировали территории Одесской, Николаевской, Херсонской областей Украинской ССР, советские войска отошли на линию Перекоп — Мелитополь — Никополь — Запорожье.